# Araiostegia
Araiostegia es un género con doce especies de helechos de hábitos epifitas o terrestres, originarios de Asia tropical.  Tiene hojas pinnadas finamente texturadas derivadas de largos tallos articulados.

## Cultivo
Las especies de Araiostegia se pueden cultivar en tierra húmeda orgánica en un lugar con sombra. Se propagan de esporas o por divisiones .

## Especies
- Araiostegia beddomei (Hope) Ching
- Araiostegia clarkei (Bak.) Copel.
- Araiostegia delavayi (Bedd. ex Clarke & Bak.) Ching
- Araiostegia divaricata (Blume) Kato
- Araiostegia hymenophylloides (Blume) Copel.
- Araiostegia multidentata (Hook. & Baker) Copel.
- Araiostegia perdurans (Christ) Copel.
- Araiostegia pulchra (D. Don) Copel.